# Christian Friedrich Hornschuch
Christian Friedrich Hornschuch (21 d'agost de 1793 Rodach, Baviera - 24 de desembre de 1850, Greifswald) va ser mestre, botànic, pteridòleg, micòleg, i briòleg alemany.
En 1808, va ser aprenent en una farmàcia de Hildburghausen. En 1813, es va mudar a Ratisbona per ser assistent del botànic David Heinrich Hoppe (1760-1846), per a més endavant treballar com a assistent de Heinrich Christian Funck (1771-1839) en Gefrees, on va investigar les molses Bryopsida nadius de Fichtelgebirge.
En 1816 va acompanyar a Hoppe a una expedició botànica a les costes de l'Adriàtic, i després d'una parada a Coburg (1817), tots dos continuen els seus estudis en el Tirol i en Caríntia. Després va treballar com a "demostrador botànic" a la Universitat de Greifswald, i per un període va estudiar amb Carl Adolph Agardh (1785-1859) a la Universitat de Lund.
En 1820, va obtenir el professorat associat de Història natural i de botànica, i director dels Jardins botànics en la Universitat de Greifswald. L'any 1827, ja va ser "professor titular".

## Algunes publicacions
Hornschuch es va especialitzar en el camp de la briologia, i juntament amb el botànic Christian Gottfried Daniel Nees von Esenbeck (1776-1858) i amb el gravador Jacob Sturm (1771-1748), va ser coautor de Bryologia germanica (1823-1831). Va traduir obres en danès i en suec, a més de ser autor de les següents publicacions:
- Tagebuch auf einer Reise nach den Küsten des adriatischen Meeres (Diari de Viatges a les Costes de l'Adriàtic), 1818
- De Voitia et Systolio: Novis muscorum frondosorum generibus. 1818. 22 pp. en línia
- Einige Beobachtungen über die Entstehung und Metamorphose der niederen vegetabilischen Organismen (Algunes Observacions sobre la Formació i Metamorfisme d'Organismes Vegetals Inferiors). En: Flora (1819)
- Horae physicae Berolinensis: collectae ex symbolis virorum doctorum. 1820. Amb Christian Gottfried Nees von Esenbeck, Heinrich Friedrich Link, Friedrich Otto, Ludolf Adelbert von Chamisso, Karl Rudolphi, Diedrich Franz Leonhard von Schlechtendal, Johann Christoph Friedrich Klug. 123 pp.